# Broka sjö
Broka sjö är en sjö i Älmhults kommun i Småland och ingår i Helge ås huvudavrinningsområde. Sjön har en area på 0,162 kvadratkilometer och ligger 130 meter över havet.

## Delavrinningsområde
Broka sjö ingår i det delavrinningsområde (626282-137863) som SMHI kallar för Mynnar i Helge å. Medelhöjden är 125 meter över havet och ytan är 17,63 kvadratkilometer. Det finns ett avrinningsområde uppströms, och räknas det in blir den ackumulerade arean 73,22 kvadratkilometer. Lillån som avvattnar avrinningsområdet har biflödesordning 2, vilket innebär att vattnet flödar genom totalt 2 vattendrag innan det når havet efter 109 kilometer. Avrinningsområdet består mestadels av skog (71 procent) och sankmarker (12 procent). Avrinningsområdet har 0,16 kvadratkilometer vattenytor vilket ger det en sjöprocent på 0,9 procent.